# Jak–25
A Jak–25 (NATO-kódja: Flashlight–A / Mandrake) a szovjet Jakovlev-tervezőirodában kifejlesztett nyílazott szárnyú, sugárhajtású elfogó vadászrepülőgép és felderítő repülőgép. A Jak–25 típusjelet 1947-ben egy együléses sugárhajtású vadászgép prototípusának jelölésére is használták. Azt a gépet nem fejlesztették tovább, mert a MiG–15 gyártása mellett döntöttek.

## Tervezése és fejlesztése
A Szovjetunió északi és keleti területeinek védelméhez szükség volt nagy hatótávolságú elfogó vadászrepülőgépre. Egy kétüléses, két sugárhajtóműves vadászgépre és felderítő változatára 1951. augusztus 6-án írt ki Sztálin specifikációt. A repülőgéphez az új Mikulin AM–5 gázturbinás sugárhajtóművet szánták. Az első prototípus, a Jak–120 1952. június 19-én szállt fel.
A hajtóműveket a szárnyak alatti gondolákba építették be, orrkerekes és törzs alatti főfutóval látták el, a szárnyvégeken egy-egy segédfutókerékkel. A törzsben a kétfőnyi személyzet egymás mögött, tandem elrendezésben helyezkedett el. A tekintélyes mennyiségű üzemanyag tárolására szolgáló tartályok lehetővé tették, hogy a gép utántöltés nélkül 2560 km-t repüljön. A gép orrában volt a radar nagyméretű antennája. Fegyverzete két 37 mm-es NL–37L gépágyú volt, egyenként 50 darabos lőszerjavadalmazással.
Néhány komoly probléma ellenére a gépet 1953-ra gyártásra készítették elő és az első sorozat 1954-ben el is készült. Az első sorozat példányai, melyeket a következő évben szállítottak le, még nem érték el tervezett bevethetőségüket az új Szokol radar hiányosságai miatt, ezért ezekbe az RP–1D Izmrud radar egy módosított változatát építették be. Amikor azután a Szokol (RP-6) 1955-ben elkészült, a velük felszerelt gépek jelölése Jak-25M lett. A Jak–25M-en egy sor más változtatást is végrehajtottak: a gépágyú visszalökés-csillapítót kapott, új AM-5A hajtóműveket szereltek be (azonos tolóerővel) és kissé megnövelték az üzemanyag kapacitást. 1955-ben több Jak–25M-et átalakítottak levegő-levegő rakéták próbájához.
A Jak–25 egyik változata, a Jak–25RV nagy magassági felderítő repülőgép (NATO kódneve Mandrake) 1959-ben készült el. Ez a gép teljesen új tervezésű, 23,4 m fesztávú egyenes szárnyat kapott (majdnem kétszer olyan széles volt, mint a Jak–25M vadászgép szárnya). Fényképezőgéppel és érzékelőkkel egészítették ki a törzs berendezéseit. Néhány példányba egy gépágyút is építettek.
A szárny kis felületi terhelése ellenére a Mandrake magassági teljesítménye gyenge maradt, mivel a sugárhajtóművel nagy magasságban problémák voltak, erős vibráció lépett fel és a primitív felszerelés miatt a személyzet munkája igen megerőltető volt. A szovjet légierő mégis 1974-ig használatban tartotta a Jak-25RV felderítőt. Néhány példány (jelölésük Jak–25RRV), melyeket radioaktív szennyezések észlelésére speciális érzékelőkkel szereltek fel, az 1970-es évek végéig szolgálatban maradt. 1971-ben ki akartak fejleszteni belőle egy magassági vadászgépet (Jak-25PA), de ez a törekvés sikertelen maradt.
A Jak-26 bombázó változatnak épült, de csak kilenc példány készült el belőle.
1961-ben a Mandrake személyzet nélküli könnyített változatából gyártottak egy sorozatot céltárgy céljából. A Jak–25RV-I szintén céltárgy volt, azonban ezt pilóta vezette és fegyverzet használata nélküli vadászgép gyakorlatokhoz használták. A Jak–25RV-II céltárgy távvezérléssel volt irányítható.
A szaratovi gyárban 483 gép készült, ebből 406 db Jak–25M változat volt és 10 db Jak–25R felderítő gép. Ezen kívül még 155 db Jak–25RV magassági felderítőt gyártottak le.

## Műszaki adatok (Jak-25)
- Személyzet: 2 fő
- Hossz: 15,67 m
- Fesztáv: 10,94 m
- Magasság: 4,4 m
- Szárnyfelület: 28,94 m²
- Üres tömeg: 5675 kg
- Teljes tömeg: 8675 kg
- Legnagyobb felszálló tömeg: 9450 kg
- Sugárhajtómű: 2 db Mikulin AM-5 (RD-5A)
- Tolóerő: 23 kN
- Legnagyobb sebesség: 1090 km/h
- Hatótáv külső üzemanyag tankkal: 2700 km
- Legnagyobb magasság: 15 200 m
- Emelkedési sebesség: 30 m/s
- Felületi terhelés: 327 kg/m²
- Tolóerő/súly: 0,53
- Fegyverzet: 2x37 mm Nugyelman NL-37 gépágyú (50 lőszer/gépágyú)

## Külső hivatkozások
- Уголок неба